# Ліс Ланд

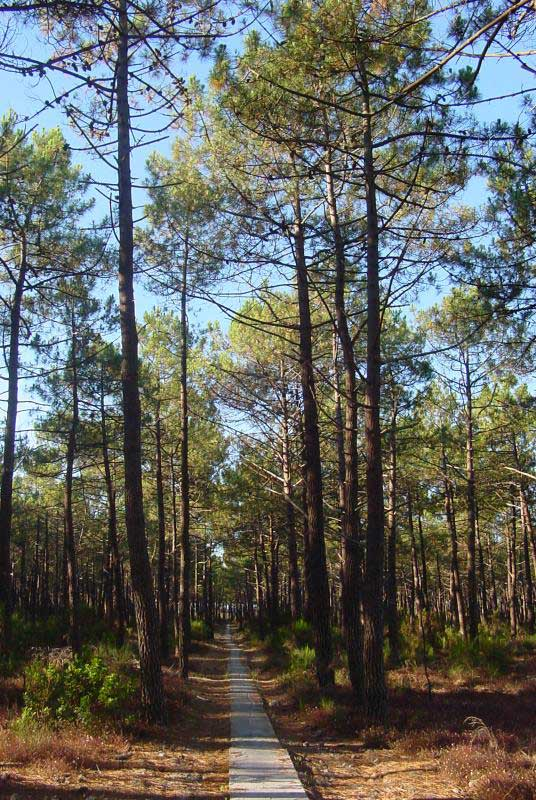
Ліс Ланд

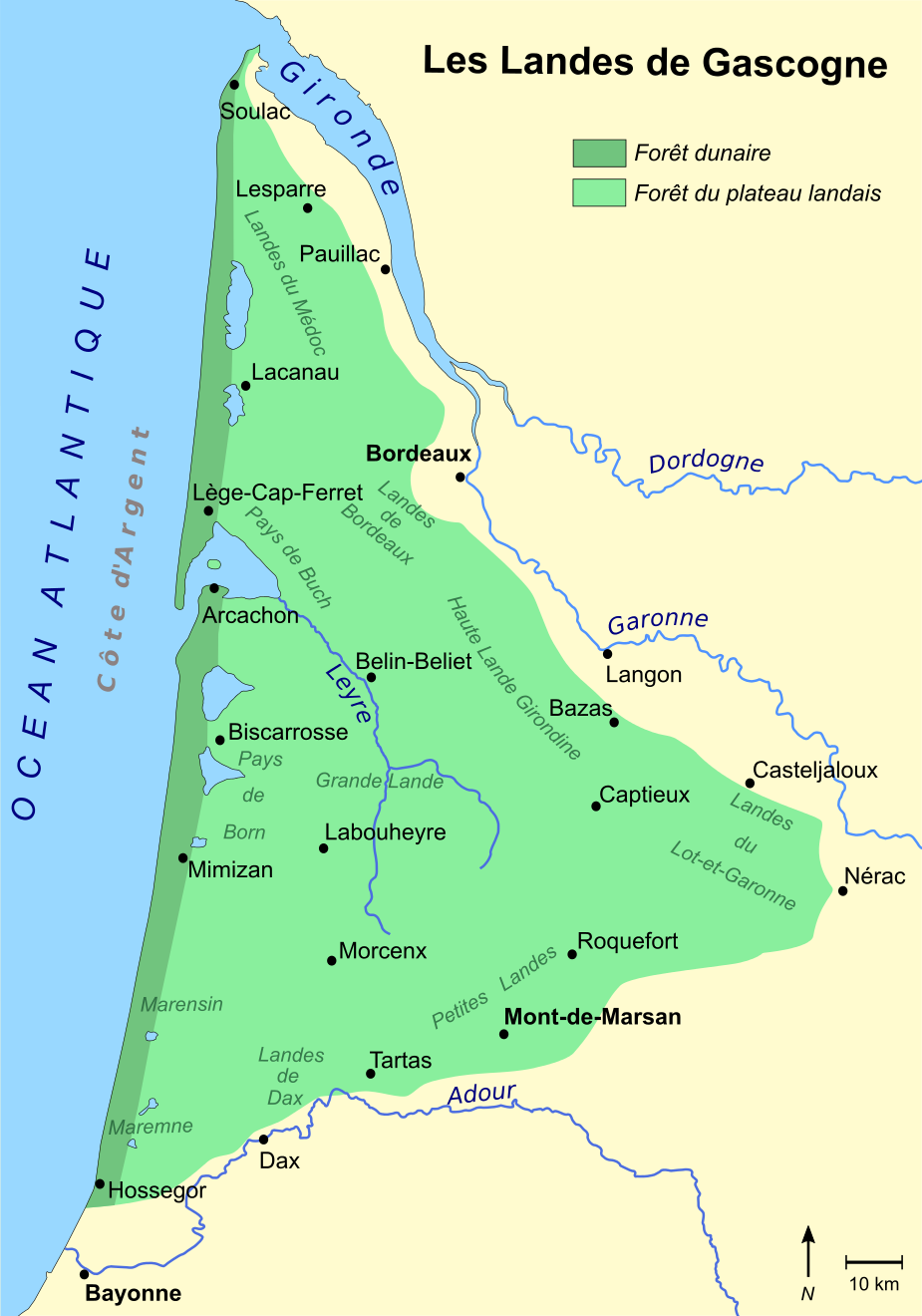
Ліс Ланд на мапі

44°10′48″ пн. ш. 0°34′56″ зх. д. / 44.18° пн. ш. 0.5822° зх. д.
Ліс Ланд (фр. forêt des Landes) — лісовий масив на південному заході Франції в регіоні Аквітанія. Займає близько 1 мільйона гектарів, таким чином цей лісовий масив є найбільшим на території Західної Європи.
Ліс межує з атлантичним узбережжям Франції (Срібний берег) й має форму великого трикутника, що простягається на території трьох департаментів (Жиронда, Ланди та Лот і Гаронна), а вершини якого припадають на мис Пуант де Грав (на півночі), на комуни Оссегор (на півдні) та Нерак (на сході).
Велика частина лісового масиву перебуває у приватній власності, але кілька ділянок вздовж припливного узбережжя належать державі.

## Види дерев

### Сосна приморська
Основну частину деревного фонду становить приморська сосна. Вона росте на площі приблизно 950 000 гектарів.
На відміну від більшості інших європейських лісів, Ліс Ланд майже є переважно штучним насадженням, хоча збереглася й частина природного лісу. Масова висадка сосен на території природної області Пеі-де-Бюш була проведена у XVIII столітті з метою зупинення просування сипучих пісків та осушення ґрунту. Такі штучні ліси наділені важливими особливостями:
- На території масиву є лісові ділянки, де всі дерева були висаджені в один час і, отже, мають один вік і однакову висоту (на відміну від реліктових лісів).
- Лісові ділянки покриті мережею великих лісосік та доріжок (прорубаних для обмеження поширення пожеж та полегшення доступу пожежних бригад) на відстані одного кілометра.

### Дуб
Разом з соснами в лісах Ланд добре вживаються інші види дерев, зокрема дуб, представлений тут кількома видами:
- Дуб черешчатий (або білий дуб)
- Дуб піренейський (або чорний дуб)
- Дуб корковий
- Дуб кам'яний (незначна кількість на узбережжі Жиронди).

## Загрози

### Пожежі

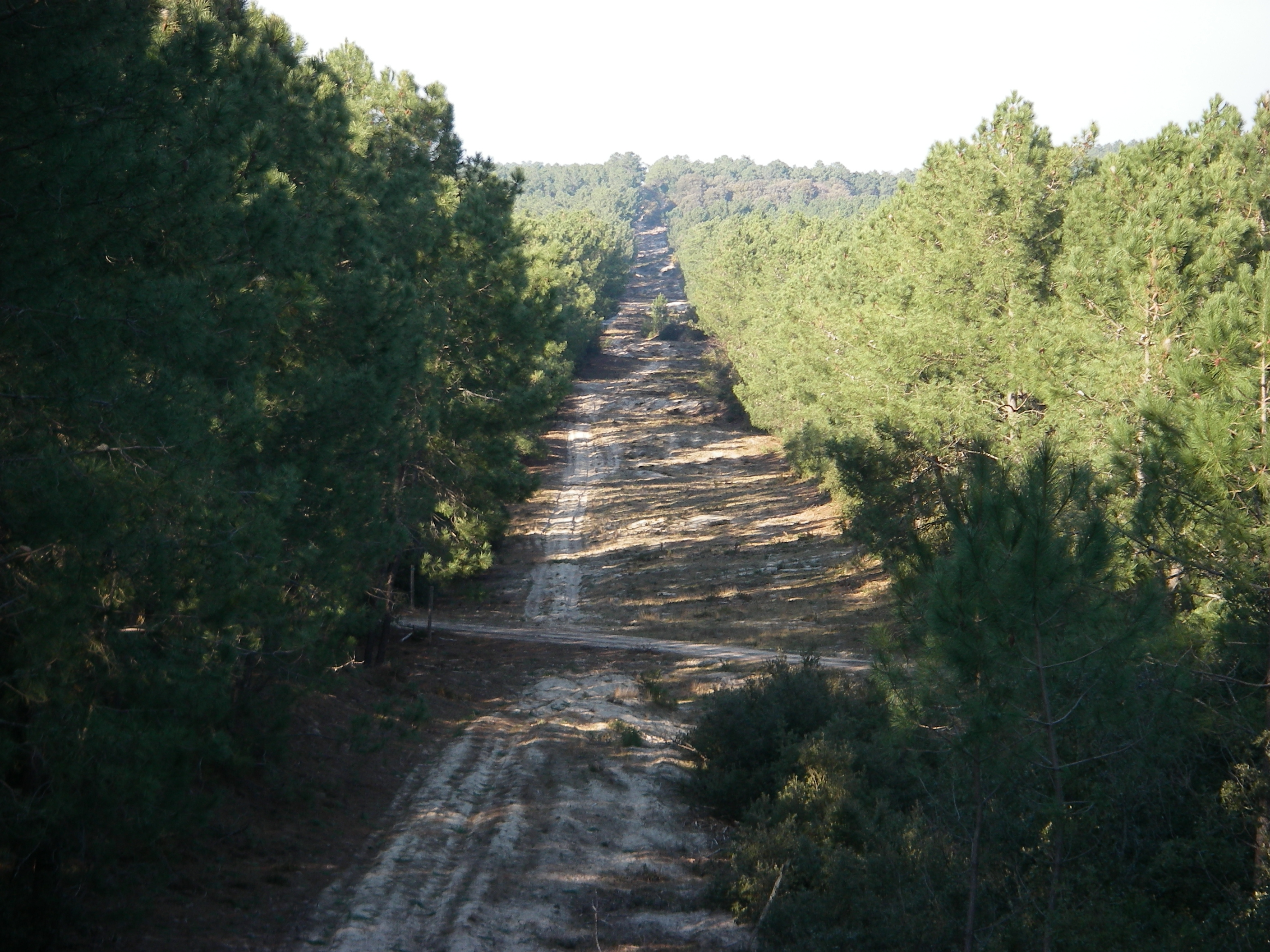
Протипожежна просіка

На території лісів Ланд ужито специфічні заходи, спрямовані на зниження ризику втрат від лісових пожеж, а саме, побудовані спостережні вежі, влаштовані басейни з водою, прокладені лісосіки тощо.
У ході великих пожеж 1950-х років в Ліс Ланд було втрачено понад 300 000 гектарів лісових насаджень. Кількість пожеж та тяжкість їхніх наслідків у Лісі Ланд значно скоротилася після останніх катастроф 1950-х і 1960-х років, переважно завдяки прийняттю протипожежних заходів в лісі, що полягають у створенні природних бар'єрів на шляху поширення вогню. Ширина просік становить не менше довжини двох лежачих сосен, що дозволяє зупиняти поширення полум'я при пожежі.

### Бурі
Ліс Ланд суттєво постраждав від циклону Мартін в грудні 1999 року. 29 січня 2009 року південний захід Франції зазнав великих руйнувань внаслідок циклону Клаус. За підрахунками фахівці лісового господарства, внаслідок цих стихійних лих на 26 % території лісу було знищено до 40 % дерев..

### Санітарія лісу
Зазвичай, монокультурні ліси, тобто з переважанням одного виду дерев, менш стійкі до кліматичних випробувань і в них швидше розмножуються шкідливі комахи та грибки. У лісі Ланд регулярно проводяться дослідження та експерименти, метою яких є урізноманітнення лісових насаджень для збільшення природної опірності дерев.